# Billy Dea
Temple de la renommée LAH : 2017
Billy Dea (né le 3 avril 1933 à Edmonton dans l'Alberta) est un joueur professionnel de hockey sur glace en Amérique du Nord. Il fut également entraîneur dans la Ligue nationale de hockey (LNH).

## Carrière en club
Il commence à jouer au hockey en 1950-1951 pour les Native Sons de Lethbridge dans la ligue junior de la Ligue de hockey de l'Ouest puis il rejoint à proprement parler la Ligue de hockey de l'Ouest en 1952-1953.
L'année suivante, il fait ses débuts dans la LNH avec les Rangers de New York mais il ne parviendra pas à se faire une place de titulaire.
Après un passage de trois saisons avec les Red Wings de Détroit, il quitte la LNH pour jouer dans la Ligue américaine de hockey (LAH) et il joue pour les Bisons de Buffalo jusqu'à la fin de la saison 1966-1967 où il joue deux matchs au cours des séries éliminatoires avec les Black Hawks de Chicago.
En 1967, la LNH s'agrandit et accueille six nouvelles franchises et Billy Dea fait partie des joueurs sélectionnés au cours du repêchage par les Penguins de Pittsburgh pour qui il joue deux saisons.
Il met fin à sa carrière de joueur en 1971-1972 après un nouveau passage chez les Red Wings et une dernière saison dans la LAH.
En 2017, il est intronisé au Temple de la renommée de la LAH.

## Parenté dans le sport
Il est l'oncle du joueur de hockey professionnel, James Wisniewski.

## Statistiques
| Saison     | Équipe                    | Ligue      |     | Saison régulière | Saison régulière | Saison régulière | Saison régulière | Saison régulière |    | Séries éliminatoires | Séries éliminatoires | Séries éliminatoires | Séries éliminatoires | Séries éliminatoires |
| Saison     | Équipe                    | Ligue      | PJ  | B                | A                | Pts              | Pun              | PJ               | B  | A                    | Pts                  | Pun                  |                      |                      |
| 1950-1951  | Native Sons de Lethbridge | LHOC       |     | 25               | 23               | 48               | 0                | -                | -  | -                    | -                    | -                    |                      |                      |
| 1951-1952  | Native Sons de Lethbridge | LHOC       | 41  | 44               | 29               | 73               | 10               | -                | -  | -                    | -                    | -                    |                      |                      |
| 1952-1953  | Quakers de Saskatoon      | WHL        | 3   | 2                | 1                | 3                | 0                | -                | -  | -                    | -                    | -                    |                      |                      |
| 1953-1954  | Canucks de Vancouver      | WHL        | 53  | 21               | 13               | 34               | 8                | 12               | 6  | 5                    | 11                   | 4                    |                      |                      |
| 1953-1954  | Rangers de New York       | LNH        | 14  | 1                | 1                | 2                | 2                | -                | -  | -                    | -                    | -                    |                      |                      |
| 1954-1955  | Canucks de Vancouver      | WHL        | 59  | 18               | 13               | 31               | 13               | 4                | 0  | 1                    | 1                    | 0                    |                      |                      |
| 1955-1956  | Flyers d'Edmonton         | WHL        | 70  | 29               | 42               | 71               | 14               | 3                | 2  | 1                    | 3                    | 4                    |                      |                      |
| 1956-1957  | Red Wings de Détroit      | LNH        | 69  | 15               | 15               | 30               | 14               | 5                | 2  | 0                    | 2                    | 2                    |                      |                      |
| 1957-1958  | Red Wings de Détroit      | LNH        | 29  | 4                | 4                | 8                | 6                | -                | -  | -                    | -                    | -                    |                      |                      |
| 1957-1958  | Black Hawks de Chicago    | LNH        | 34  | 5                | 8                | 13               | 4                | -                | -  | -                    | -                    | -                    |                      |                      |
| 1958-1959  | Bisons de Buffalo         | LAH        | 70  | 25               | 45               | 70               | 19               | 11               | 5  | 4                    | 9                    | 4                    |                      |                      |
| 1959-1960  | Bisons de Buffalo         | LAH        | 72  | 28               | 26               | 54               | 20               | -                | -  | -                    | -                    | -                    |                      |                      |
| 1960-1961  | Bisons de Buffalo         | LAH        | 72  | 35               | 39               | 74               | 10               | 4                | 1  | 2                    | 3                    | 0                    |                      |                      |
| 1961-1962  | Bisons de Buffalo         | LAH        | 70  | 30               | 22               | 52               | 17               | 11               | 0  | 2                    | 2                    | 2                    |                      |                      |
| 1962-1963  | Bisons de Buffalo         | LAH        | 72  | 20               | 12               | 32               | 25               | 13               | 2  | 8                    | 10                   | 0                    |                      |                      |
| 1963-1964  | Bisons de Buffalo         | LAH        | 72  | 25               | 16               | 41               | 4                | -                | -  | -                    | -                    | -                    |                      |                      |
| 1964-1965  | Bisons de Buffalo         | LAH        | 72  | 21               | 19               | 40               | 15               | 9                | 3  | 0                    | 3                    | 0                    |                      |                      |
| 1965-1966  | Bisons de Buffalo         | LAH        | 70  | 32               | 23               | 55               | 17               | -                | -  | -                    | -                    | -                    |                      |                      |
| 1966-1967  | Bisons de Buffalo         | LAH        | 71  | 25               | 39               | 64               | 5                | -                | -  | -                    | -                    | -                    |                      |                      |
| 1966-1967  | Black Hawks de Chicago    | LNH        | -   | -                | -                | -                | -                | 2                | 0  | 0                    | 0                    | 2                    |                      |                      |
| 1967-1968  | Penguins de Pittsburgh    | LNH        | 73  | 16               | 12               | 28               | 6                | -                | -  | -                    | -                    | -                    |                      |                      |
| 1968-1969  | Penguins de Pittsburgh    | LNH        | 66  | 10               | 8                | 18               | 4                | -                | -  | -                    | -                    | -                    |                      |                      |
| 1969-1970  | Clippers de Baltimore     | LAH        | 7   | 0                | 1                | 1                | 2                | -                | -  | -                    | -                    | -                    |                      |                      |
| 1969-1970  | Red Wings de Détroit      | LNH        | 70  | 10               | 3                | 13               | 6                | 4                | 0  | 1                    | 1                    | 2                    |                      |                      |
| 1970-1971  | Wings de Fort Worth       | LCH        | 26  | 8                | 15               | 23               | 10               | 4                | 0  | 4                    | 4                    | 0                    |                      |                      |
| 1970-1971  | Red Wings de Détroit      | LNH        | 42  | 6                | 3                | 9                | 2                | -                | -  | -                    | -                    | -                    |                      |                      |
| 1971-1972  | Wings de Tidewater        | LAH        | 72  | 7                | 7                | 14               | 8                | -                | -  | -                    | -                    | -                    |                      |                      |
| Totaux LAH | Totaux LAH                | Totaux LAH | 727 | 248              | 249              | 497              | 151              | 48               | 11 | 16                   | 27                   | 6                    |                      |                      |
| Totaux LNH | Totaux LNH                | Totaux LNH | 397 | 67               | 54               | 121              | 44               | 11               | 2  | 1                    | 3                    | 6                    |                      |                      |

## Carrière d'entraîneur
Dès la fin de sa carrière, Dea est engagé par les Red Wings afin d'entraîner l'équipe junior et en 1976 il devient l'entraîneur-adjoint de l'équipe première.
Il est nommé entraîneur des Red Wings au milieu de la saison 1981-1982 pour la fin de la saison.